# Congres van de Roemeense Communistische Partij

Logo van de PCR

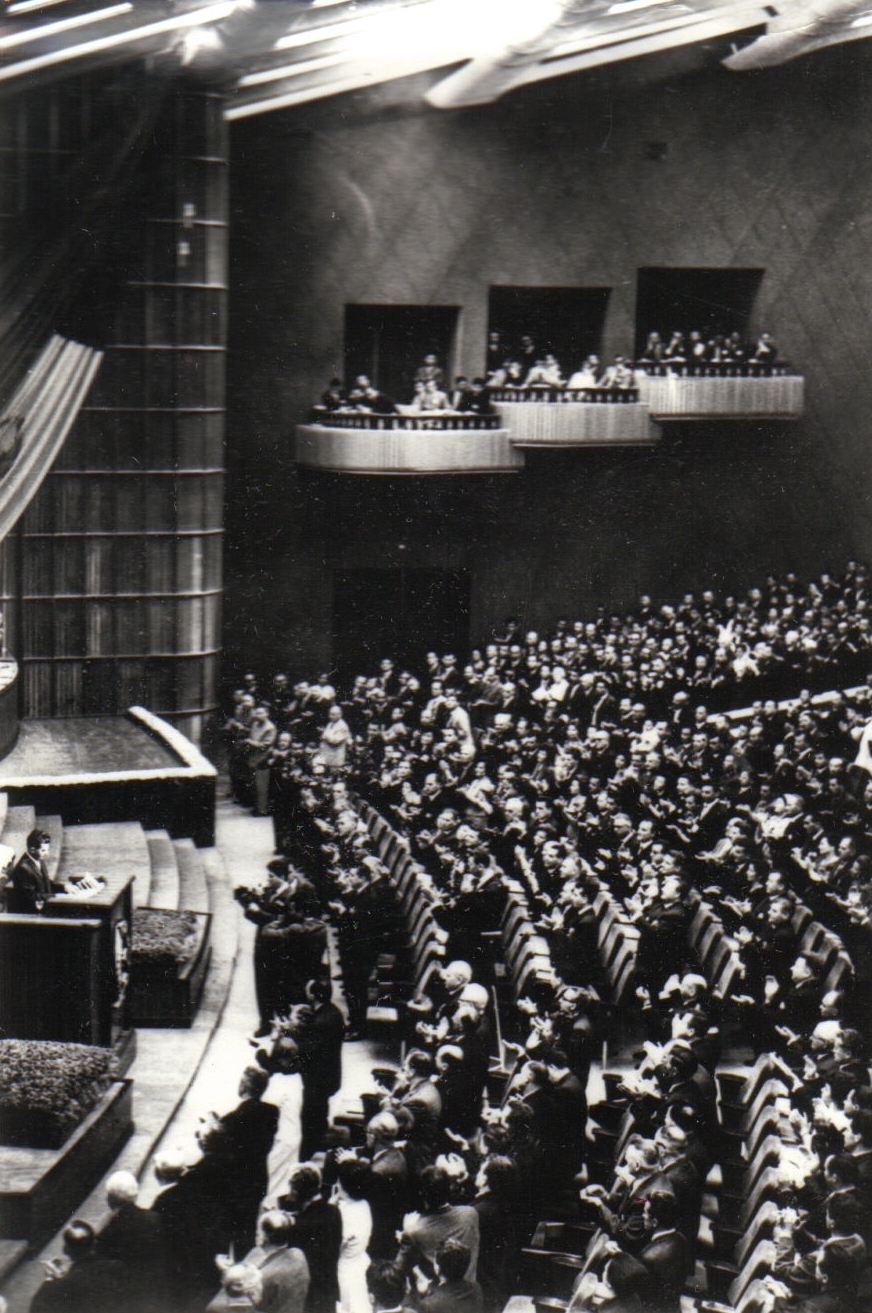
11^{e} Congres (1974)

Het Congres van de Roemeense Communistische Partij (Roemeens: Congresul Partidului Comunist Român) (1921-1989) was formeel het hoogste partijorgaan. Op het Congres werd het Centraal Comité gekozen. Omdat het Centraal Comité slechts tweemaal per jaar bijeenkwam, lag het dagelijks bestuur bij het Politbureau, dat sinds 1974 de naam Politiek Uitvoerend Comité droeg. Dit laatste orgaan kende ook nog presidium, het Permanente Bureau van het Politieke Uitvoerende Comité.
Tussen 1921 en 1989 hebben er veertien partijcongressen plaatsgevonden. Het laatste congres, in november 1989, herkoos Nicolae Ceaușescu (1918-1989) als secretaris-generaal van de Roemeense Communistische Partij (PCR). Nog geen maand later werd hij bij een bloedige revolutie afgezet, gevangengenomen en ter dood gebracht.
De partijcongressen werden sinds 1969 om de vijf jaar gehouden.
| Congres     | Datum         | Plaats    |
| ----------- | ------------- | --------- |
| 1e Congres  | mei 1921      | Boekarest |
| 2e Congres  | oktober 1922  | Ploiești  |
| 3e Congres  | augustus 1924 | Wenen     |
| 4e Congres  | juli 1928     | Charkov   |
| 5e Congres  | december 1931 | Moskou    |
| 6e Congres  | februari 1948 | Boekarest |
| 7e Congres  | december 1955 | Boekarest |
| 8e Congres  | juni 1960     | Boekarest |
| 9e Congres  | juli 1965     | Boekarest |
| 10e Congres | augustus 1969 | Boekarest |
| 11e Congres | november 1974 | Boekarest |
| 12e Congres | november 1979 | Boekarest |
| 13e Congres | november 1984 | Boekarest |
| 14e Congres | november 1989 | Boekarest |